# 陸奥A子
陸奥 A子（むつ えーこ、本名：永浦静江（ながうらしずえ）、1954年2月15日 - ）は日本の漫画家。福岡県飯塚市出身。

## 来歴
子供の頃は少年漫画が好きでイラストを学級新聞などに描いていたという。1972年、『獅子座うまれのあなたさま』（りぼん増刊秋の号）でデビュー。以降、1970年代から1980年代にかけての『りぼん』の看板作家として活躍。当時人気のあった「乙女チックラブコメ」を代表する漫画家であった。
近年は集英社『ヤングユー』『YOU』などの雑誌で執筆活動を続けている。今は「少女漫画は描けない」とのことであるが、近作も「かつての陸奥作品の少女たちが正しく女性になった姿」であると評されている。
2020年4月中旬より発熱し、24日により肺炎のため入院となった。陸奥自身は新型コロナウイルス感染症を疑ったが、検査結果は陰性だった。
2023年2月中旬には、北九州市門司区清滝地区の古民家を再生し、「陸奥A子ギャラリー ART & book cafe 花café」をオープンした。

## 人物
軽いタッチが独特の絵柄で、少女心をくすぐる情緒あるラブコメディを得意とした。橋本治の『花咲く乙女たちのキンピラゴボウ』の中にも、おとめちっく作家の代表として論及されている。また、さまざまなパロディの題材にもされ、江口寿史の『江口寿史の爆発ディナーショー』の中にも、陸奥作品のパロディがある。
ペンネームの「陸奥」は太宰治のファンであったからの命名だと、『りぼん』誌上での沢田研二との対談（1978年1月号）で語っていたことがある。
自身のTwitterで埼玉西武ライオンズのファンであることを公言している。

## 作品リスト
※ 短編集を含め刊行順に記載

### 漫画作品
- たそがれ時に見つけたの（1975年6月、りぼんマスコットコミックス、集英社） ISBN 4-08-853074-8
- おしゃべりな瞳（1977年1月、りぼんマスコットコミックス） ISBN 4-08-853098-5
- 樫の木陰でお昼寝すれば（1978年4月、りぼんマスコットコミックス） ISBN 4-08-853121-3
- すこしだけ片思い（1979年12月20日、りぼんマスコットコミックス） ISBN 4-08-853163-9
- 歌い忘れた１小節（1980年、りぼんマスコットコミックス） ISBN 4-08-853184-1
- きのうみた夢（1981年7月15日、りぼんマスコットコミックス） ISBN 4-08-853207-4
- こんぺい荘のフランソワ（1982年11月、りぼんマスコットコミックス） ISBN 4-08-853245-7
  - こんぺい荘のフランソワ たそがれ時に見つけたの（1990年2月、SGコミックス） ISBN 4-08-855027-7
- 天使も夢みるローソク夜（1983年、りぼんマスコットコミックス） ISBN 4-08-853261-9
- ふしぎの国のアリス（1983年6月、ファンタジーメルヘン6、集英社） ISBN 4-08-304006-8
- 黒茶色ロマンス（1984年2月15日、りぼんマスコットコミックス） ISBN 4-08-853287-2
- ため息の行方（1985年9月、りぼんマスコットコミックス） ISBN 4-08-853345-3
- 流れ星パラダイス（1987年2月18日、りぼんマスコットコミックス） ISBN 4-08-853395-X
- 土曜の午後のチアフル・ティアフル（1989年1月18日、りぼんマスコットコミックス） ISBN 4-08-853473-5
- 金色のユウウツ銀色のメランコリー（1990年6月20日、りぼんマスコットコミックス） ISBN 4-08-853527-8
- ハーパーの秘密（1991年11月、YOUNG YOUコミックス、集英社） ISBN 4-08-864090-X
- 一葉の夢（1992年10月、YOUNG YOUコミックス） ISBN 4-08-864112-4
- 記憶のダリア（1994年1月、YOUNG YOUコミックス） ISBN 4-08-864150-7
- 紙のお月さま（1994年11月、YOUNG YOUコミックス） ISBN 4-08-864173-6
- 朝顔の朝（1996年5月、YOUNG YOUコミックス） ISBN 4-08-864240-6
- 空の国のあなたへ（1998年8月、YOUNG YOUコミックス） ISBN 4-08-864384-4
- シャーベットはあげない 陸奥A子名作集（1999年6月、YOUコミックス、集英社） ISBN 4-08-862454-8
- ダーリンを探して1（2000年4月、YOUコミックス） - 全2巻 ISBN 4-08-862491-2
  - ダーリンを探して2（2001年5月、YOUコミックス） ISBN 4-08-862533-1
  - ダーリンを探して1（2003年8月、YOU漫画文庫、集英社） ISBN 4-08-785247-4
  - ダーリンを探して2（2003年8月、YOU漫画文庫） ISBN 4-08-785248-2
- パソコン・カフェ（2001年8月、バンブーコミックス、竹書房） ISBN 4-8124-5543-X
- ママの恋人 陸奥A子名作集（2002年10月、クイーンズコミックス、集英社） ISBN 4-08-865096-4
- 陸奥A子THE BEST 家族の中に愛はある（2003年3月、クイーンズコミックス） ISBN 4-08-865120-0
- パーシモンの夢（2003年7月、クイーンズコミックス） ISBN 4-08-865138-3
- 薔薇バラ・パズル（2004年6月、クイーンズコミックス） ISBN 4-08-865210-X
- 花花物語（2005年4月、クイーンズコミックス） ISBN 4-08-865275-4
- ペパーミントに紫（2006年7月、クイーンズコミックス） ISBN 4-08-865353-X
- 恋する土曜日（2007年6月、クイーンズコミックス） ISBN 4-08-865403-X
- ハートの惑星（2008年6月、クイーンズコミックス） ISBN 978-4-08-865480-5
- 七ツ星の幸福（2009年4月、クイーンズコミックス） ISBN 978-4-08-865528-4
- 花かご便（2010年10月、クイーンズコミックス） ISBN 978-4-08-865603-8
- 西の黄色のラプソディー（2012年12月、KISSコミックス） ISBN 978-4-06-376750-6
- 陸奥A子 ベストセレクション（2015年9月、河出書房新社） ISBN 978-4-309-27635-9
- 陸奥A子 ベストセレクション セブンティーズ（2015年12月、河出書房新社） ISBN 978-4-309-27664-9
- 陸奥A子 ベストセレクション エイティーズ（2015年12月、河出書房新社） ISBN 978-4-309-27665-6

#### 文庫編集作品集
- 薔薇とばらの日々 陸奥A子自選集1（1996年7月、集英社文庫コミック版） ISBN 4-08-617193-7
- 粉雪ポルカ 陸奥A子自選集2（1996年7月、集英社文庫コミック版） ISBN 4-08-617194-5
- ハーパーの秘密 陸奥A子collection1（2000年1月、YOUNG YOU特別企画文庫） ISBN 4-08-785137-0
- 朝顔の朝 陸奥A子collection2（2000年3月、YOUNG YOU特別企画文庫） ISBN 4-08-785139-7
- 紙のお月さま 陸奥A子collection3（2000年4月、YOUNG YOU特別企画文庫） ISBN 4-08-785140-0
- 記憶のダリア 陸奥A子collection4（2000年5月、YOUNG YOU特別企画文庫） ISBN 4-08-785141-9
- こんぺい荘のフランソワ 陸奥A子りぼん名作選（2004年4月、集英社文庫コミック版） ISBN 4-08-618192-4
- たそがれ時に見つけたの 陸奥A子りぼん名作選（2004年4月、集英社文庫コミック版） ISBN 4-08-618191-6
- 天使も夢みるローソク夜 りぼんおとめチックメモリアル選（2005年12月、集英社文庫コミック版） ISBN 4-08-618395-1

### イラストレーション
- ト・シ・マ・サ（作：村中李衣、1990年8月、偕成社創作こどもクラブ28） ISBN 4-03-530280-5
- 陸奥A子 ポストカードギャラリー（1992年11月、集英社） ISBN 4-08-782553-1

## 関連書籍
- 外舘惠子編 『「りぼん」おとめチック・ワールド 陸奥A子』 河出書房新社、2015年9月